# Sally Lunn
Un Sally Lunn est une grande brioche ou un gâteau à thé fait avec une pâte à la levure comprenant de la crème et des œufs, similaire aux pains sucrés briochés français. Servi chaud et tranché, avec du beurre, ses premières traces remontent à 1680 dans la ville thermale de Bath, Somerset, dans le sud-ouest de l'Angleterre. En tant que gâteau à thé, il est populaire au Canada, en Angleterre et en Nouvelle-Zélande, où il est généralement servi chaud ou grillé. 
Il existe de nombreuses variantes du Sally Lunn dans la cuisine américaine, certaines faites avec de la levure, avec des variations qui ajoutent de la farine de maïs, de la crème aigre ou du babeurre à la recette de base,. La recette a été apportée aux États-Unis par des colons britanniques, et de nouvelles variantes américaines ont été développées au cours des 18e et 19e siècles. On prétend dans un article de journal de 1892 que le Sally Lunn est devenu connu sous le nom de « pain de petit-déjeuner de Washington » parce qu'il était si admiré par George Washington.